# Where'd You Go
"Where'd You Go" – singel grupy Fort Minor promujący album The Rising Tied. Płyta wydana 10 kwietnia 2006 r.

## Lista utworów
1. "Where'd You Go" (single version)
2. "Where'd You Go" (Brad Delson remix)
3. "Where'd You Go" (S.O.B. version, DJ Cheapshot and Vin Skully remix)